# 巴拿马共产党（马列）
巴拿马共产党 (马列)（西班牙語：Partido Comunista (marxista-leninista) de Panamá）是巴拿马的一个毛派政党。该党成立于1980年1月9日，由社会主义工人阵线 (马列)的一群武装分子组建。 1980年至2001年之间，该党曾出版刊物。